# Santa Cruz das Flores
Santa Cruz das Flores – miasto i gmina (port. concelho) na Azorach (region autonomiczny Portugalii), na wyspie Flores. Według danych szacunkowych na rok 2011 liczy 2289 mieszkańców.

## Podział administracyjny
Gmina ta dzieli się na 4 sołectwa (ludność wg stanu na 2011 r.)
- Santa Cruz das Flores - 1725 osób
- Ponta Delgada - 359 osób
- Cedros - 128 osób
- Caveira - 77 osób